# Anna Hausdorff
Anna Hausdorff (* 26. April 2000 in Bamberg) ist eine deutsche Fußballspielerin. Seit dem 1. Juli 2024 ist sie Vertragsspielerin des seit 1967 in Köln ansässigen Ideal CF Casa de España, für den sie in der Mittelrheinliga aktiv ist.

## Karriere

### Vereine
Hausdorff spielte zuletzt im Alter von 17 Jahren für den in ihrem Geburtsort ansässigen FC Eintracht Bamberg Fußball (mit einer Sondergenehmigung gemeinsam mit Jungen in der Bezirksoberliga Oberfranken), bevor sie nach Hoffenheim gelangte und dort für die Zweitvertretung der TSG 1899 Hoffenheim in der Gruppe Süd der seinerzeit zweigleisigen 2. Bundesliga zum Einsatz kam. Ihr Debüt im Seniorinnenbereich währte lediglich 30 Minuten, da sie zum Saisonauftakt am 3. September beim 4:1-Sieg über den 1. FC Köln II wegen Handspiels im Strafraum mit der Roten Karte des Spielfeldes verwiesen wurde; es blieb ihr einziges Saisonspiel. In der Folgesaison, nunmehr in der nicht mehr in Gruppe Nord und Süd unterteilten 2. Bundesliga, wurde sie in 19 von 26 Punktspielen eingesetzt. Am 10. März 2019 (17. Spieltag) unterlief ihr bei der 0:3-Niederlage im Heimspiel gegen die Zweitvertretung des VfL Wolfsburg mit dem Treffer zum 0:2 in der 56. Minute ein Eigentor. In der Saison 2019/20 bestritt sie zwölf Punktspiele, in denen ihr am 22. Februar 2019 (5. Spieltag) beim 3:0-Sieg im Auswärtsspiel gegen den 1. FC Saarbrücken mit dem Treffer zum 2:0 in der 52. Minute ihr erstes Tor im Seniorinnenbereich gelang.
Am 19. Juni 2020 unterzeichnete sie einen Spielervertrag mit Werder Bremen, der sie als Verstärkung für die Bundesligasaison 2020/21 verpflichtet hatte. Ihr Debüt in der höchsten Spielklasse erfolgte zum Saisonstart am 6. September 2020 bei der 1:5-Niederlage im Auswärtsspiel gegen Eintracht Frankfurt und dauerte 90 Minuten. Bis zum Ausscheiden gegen den VfL Wolfsburg im Viertelfinale des DFB-Pokalwettbewerbs wurde sie einschließlich dieser in allen vier Runden eingesetzt. In der Folgesaison kam sie am 14. November 2021 (10. Spieltag) lediglich in einem Punktspiel der Zweitvertretung beim 4:1-Sieg im Heimspiel gegen den VfL Jesteburg in der drittklassigen Regionalliga Nord zum Einsatz. Weitere Einsätze blieben aus, da sie sich einem operativen Eingriff am Sprunggelenk unterziehen musste. Da die Vertragslaufzeit mit ihrem Verein nicht verlängert wurde, blieb sie zunächst zwei Jahre lang ohne Verein. Seit dem 1. Juli 2024 spielt sie für den Ideal CF Casa de España in der Mittelrheinliga.

### Auswahl- / Nationalmannschaft
Hausdorff kam als Spielerin der U16-Auswahlmannschaften des DFB vom 1. bis 4. Oktober 2015 und des Bayerischen Fußball-Verbandes vom 17. bis zum 20. März 2016 in jeweils vier Turnierspielen des Wettbewerbs um den DFB-Länderpokal an der Sportschule Wedau in Duisburg zum Einsatz; in der U16-DFB-Auswahlmannschaft gelang ihr ein Tor.
Als Nationalspielerin des DFB debütierte sie in der U15-Nationalmannschaft, die am 28. Oktober 2014 das Freundschaftsspiel gegen die U15-Nationalmannschaft Schottlands in Glasgow mit 13:0 gewann; sie wurde als eine von acht Spielerinnen zur zweiten Spielzeit eingewechselt und spielte anstelle von Nicole Anyomi. In ihrem letzten Länderspiel in dieser Altersklasse beim 7:0-Sieg im Freundschaftsspiel gegen die U15-Nationalmannschaft Tschechiens am 4. Juni 2015 in Domažlice gelang ihr mit dem Treffer zum Endstand in der 69. Minute ihr erstes Länderspieltor. Noch im selben Spieljahr debütierte sie auch für die U16-Nationalmannschaft, die am 15. September in Løgumkloster das Freundschaftsspiel gegen die U16-Nationalmannschaft Dänemarks mit 3:1 gewann. Drei weitere Länderspiele in dieser Altersklasse bestritt sie vom 11. bis 15. Februar 2016 bei der Teilnahme ihrer Mannschaft am UEFA Development Tournament.
Für die U17-Nationalmannschaft bestritt sie mit acht Länderspielen die meisten. Ihr Debüt erfolgte mit dem zweiten und torlos gebliebenen Spiel der Gruppe B gegen die U17-Nationalmannschaft Italiens während der vom 4. bis 16. Mai 2016 in Belarus ausgetragenen Europameisterschaft. Mit diesem Einsatz hatte sie am späteren Titelgewinn ihrer Mannschaft Anteil. Im Folgejahr gehörte sie erneut der Mannschaft an, die sich vom 2. bis 14. Mai 2017 in Tschechien anschickte, den Titel zu verteidigen. In der Gruppe A im ersten Spiel, beim 4:1-Sieg über die U17-Nationalmannschaft Spaniens und im Halbfinale beim 3:2-Sieg über die U17-Nationalmannschaft Norwegens im Elfmeterschießen eingesetzt, kam sie auch im Finale zum Einsatz. Das Wiedersehen mit den Spanierinnen (Zweiter der Gruppe A) endete erneut mit einem Sieg, jedoch erst im Elfmeterschießen mit 3:1 in der Pilsener Doosan Arena. Zwischen diesen beiden Turnieren bestritt sie weitere vier Länderspiele – 3:2 und 4:1 vs. Frankreich am 22. und 22. Februar 2017 in Clairefontaine-en-Yvelines sowie ein EM-Qualifikationsspiel gegen die U17-Nationalmannschaft Polens (4:0 am 30. März 2017 in Telford) und ein WM-Gruppenspiel gegen die U17-Nationalmannschaft Kameruns (2:0 am 7. Oktober 2016 in Zarqa).

## Erfolge
Nationalmannschaft
- U17-Europameister 2016, 2017

TSG 1899 Hoffenheim II
- Meister 2. Bundesliga Süd 2018 (Kein Aufstieg, da die Erstvertretung bereits in der Bundesliga vertreten war)